# Jon Cassar
John Francis "Jon" Cassar (Malta, 27 de abril de 1958) es un director y productor de cine y televisión nacido en Malta y nacionalizado canadiense, reconocido por su trabajo en las siete temporadas de la serie de televisión 24. En 2006 ganó un Premio Primetime Emmy en la categoría de mejor director de una serie de televisión dramática por su desempeño en el episodio "Day 5: 7:00 a.m. – 8:00 a.m." En 2011 produjo y dirigió todos los episodios de la serie canadiense The Kennedys, ganando un premio del Sindicato de Directores en la misma categoría.